# Hirel
Hirel är en kommun i departementet Ille-et-Vilaine i regionen Bretagne i nordvästra Frankrike. Kommunen ligger i kantonen Cancale som tillhör arrondissementet Saint-Malo. År 2022 hade Hirel 1 384 invånare.

## Befolkningsutveckling
Antalet invånare i kommunen Hirel
Referens:INSEE